# 김민기 (1996년)
김민기(1996년 2월 14일 ~ )는 전 KBO 리그 롯데 자이언츠의 투수이다.

## 롯데 자이언츠시절
2020년에 입단하였다. 2022년 7월 24일 KIA 타이거즈와의 경기에 출전하며 데뷔 첫 경기를 치렀고, 경기에서 0.2이닝 5실점을 기록했다. 2022년 시즌 후 방출됐다.

## 출신 학교
- 금강초등학교
- 대동중학교
- 경남고등학교
- 중앙대학교